# Chiesa di San Niccolò (Larciano)

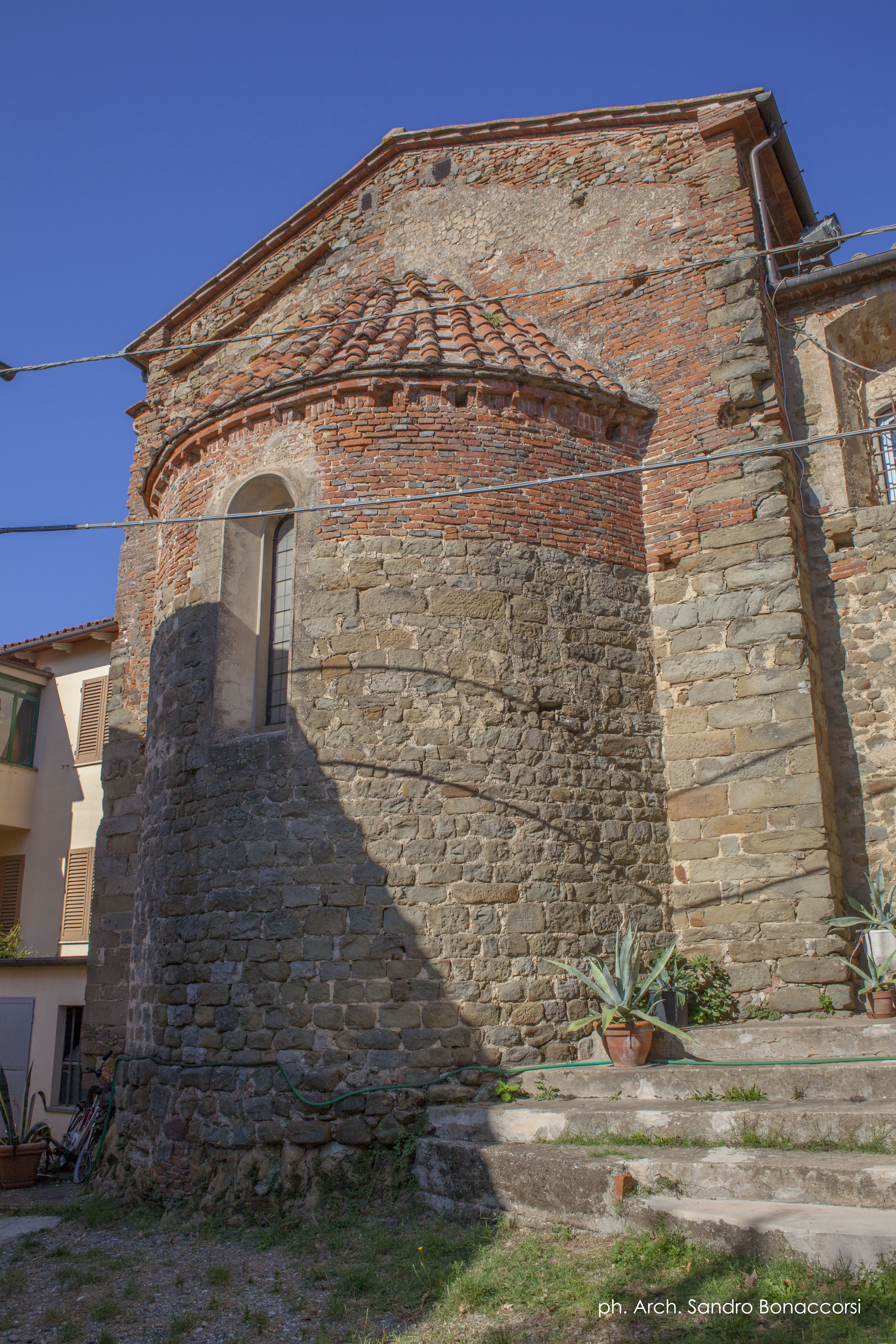
Abside di impianto romanico

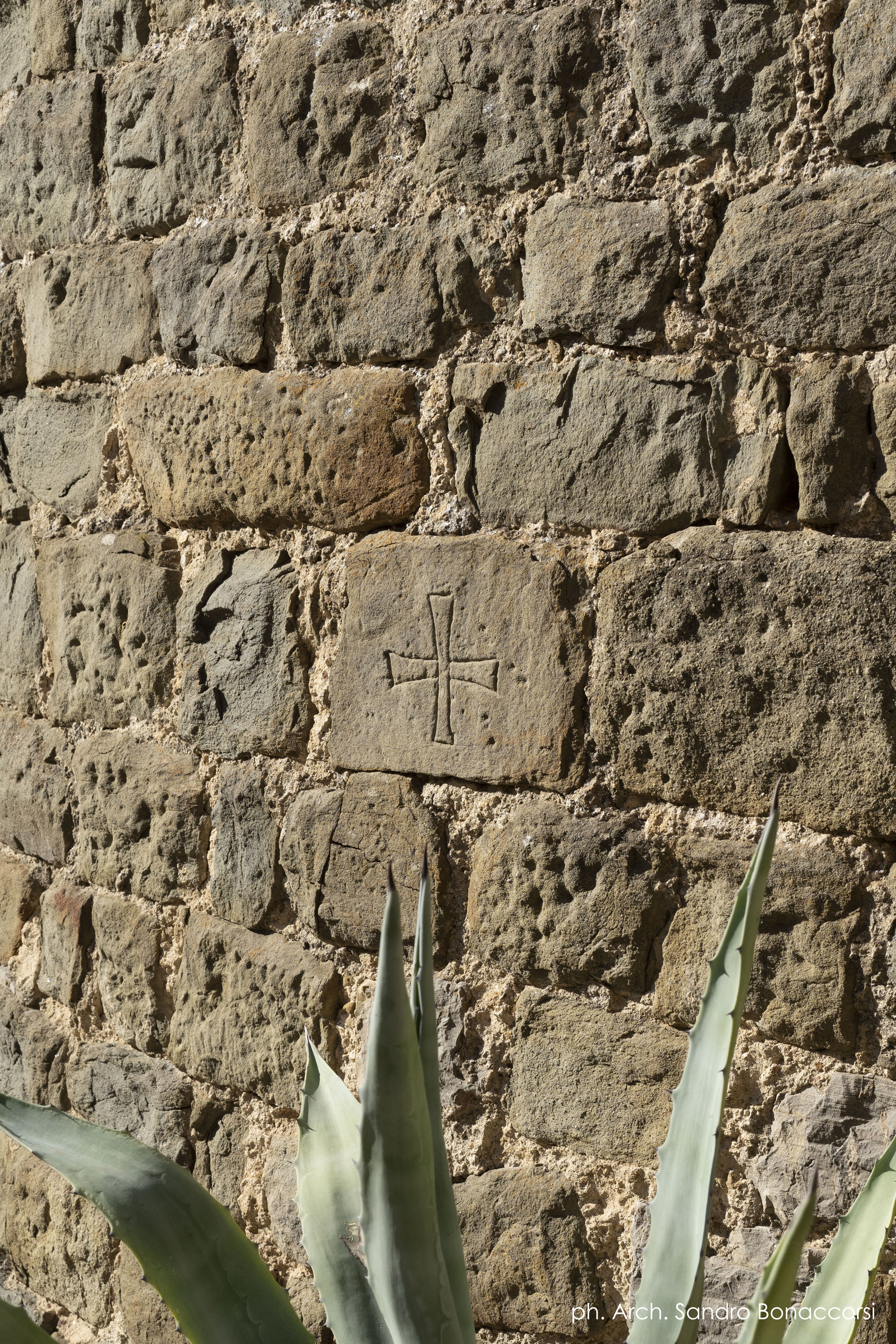
Pietra con incisione di origine Longobarda

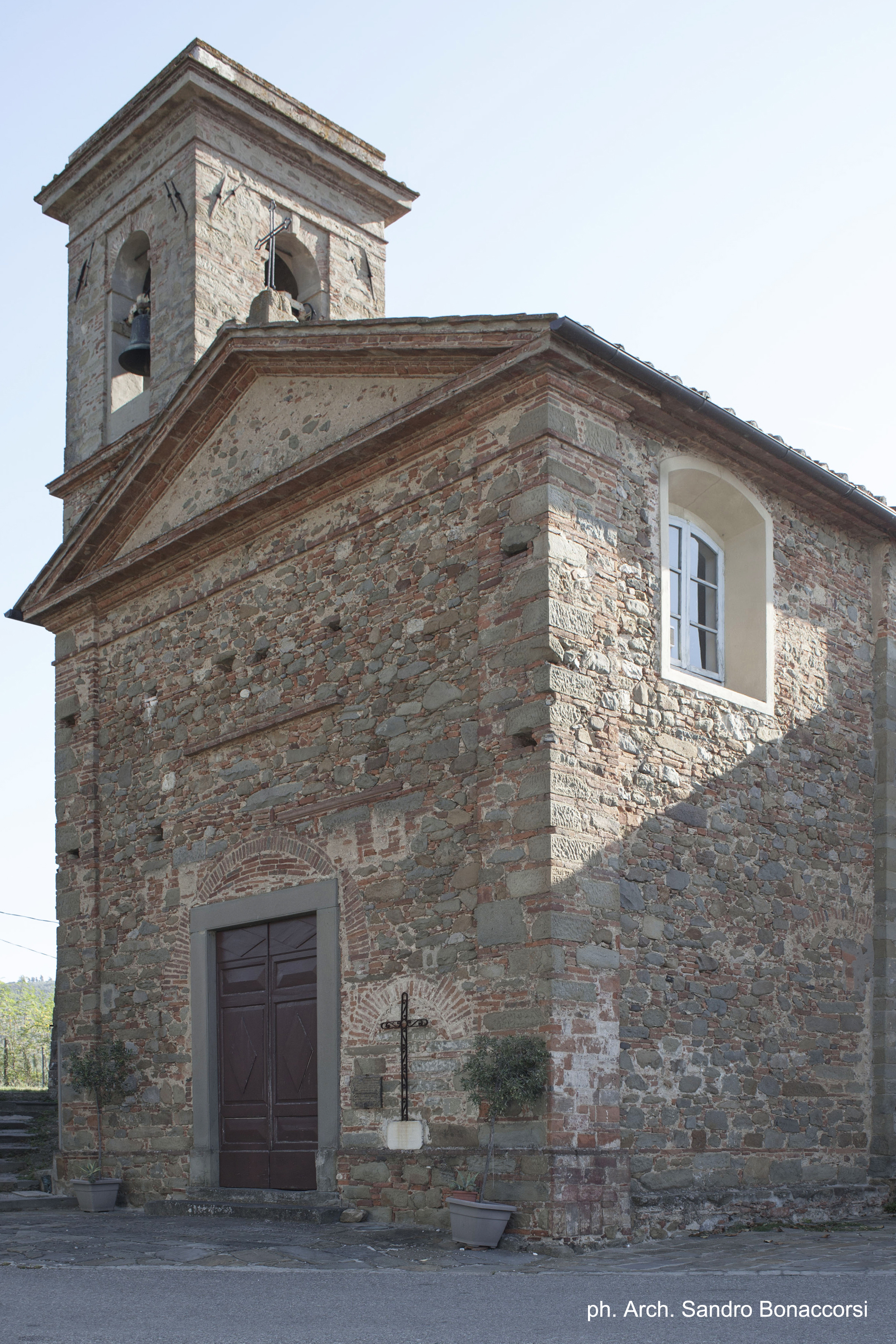
Facciata con torre

La chiesa di San Niccolò è una chiesa pistoiese dedicata a San Niccolò. La struttura si trova a Cecina, nel comune di Larciano, e appartiene alla Diocesi di San Miniato.

## Descrizione
Oggetto di vari interventi nel corso dei secoli, si presenta con facciata a timpano triangolare, affiancata sul lato sinistro dal campanile in pietra. L’edificio religioso è di impianto romanico ma di questo periodo è rimasta soltanto l’abside esterna semicircolare con finestra; la base è stata successivamente allargata con pietre sbozzate più grossolanamente e più scure delle altre. Inoltre, l’abside poggia su una torre preesistente, probabilmente di origine longobarda; le tre pietre della parte absidale presentano ognuno una croce greca. Secondo le testimonianze dell’epoca, si pensa che queste croci potrebbero essere state tracciate da soldati longobardi che, arrivati in Italia dopo aver soggiornato nell’est dell’Europa, erano stati influenzati dalla religione orientale; queste pietre, risalenti a prima dell’anno Mille, erano state utilizzate successivamente nella realizzazione della chiesa. Oltre a ciò, sulla parte esteriore del transetto, sopra il piccolo portale, sono state rinvenute due testine scolpite in pietra di epoca longobarda o franca.
L'interno, ad unica navata con abside e cappella laterale sinistra, è coperto da volte a crociera e a botte e conserva, all'altare sinistro, un Crocifisso ligneo della fine del XIV secolo, il cui autore è sconosciuto. La leggenda vuole che lo scultore, durante l'esecuzione del Crocifisso, sia stato ispirato da Gesù stesso.
Sopra l'altare destro un dipinto di Donnino di Domenico raffigurante Raffaele e Tobiolo e i Santi Sigismondo, Lorenzo e Rocco di scuola fiorentina della fine del XV secolo, prossimo ai modi del Botticelli. A destra dell'altar maggiore, affresco staccato con Madonna in trono e santi di artista toscano della prima metà del Cinquecento.